# Leusden (bateau négrier)

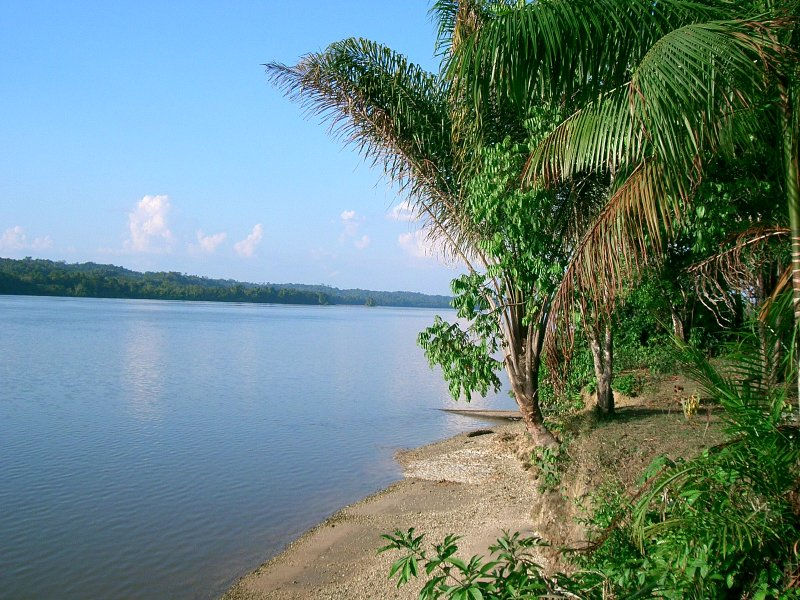
Le fleuve Maroni.

Le Leusden est un navire négrier du XVIIIe siècle de la Compagnie néerlandaise des Indes occidentales qui fait naufrage le 1er janvier 1738, au large de l'estuaire du fleuve Maroni entre le Suriname et la Guyane. 664 des prisonniers africains présents à bord périssent noyés dans ce naufrage. Cela en fait la plus grande catastrophe maritime durant la période de la traite négrière néerlandaise.

## Histoire
Le 25 octobre 1718, les commandants de la Compagnie néerlandaise des Indes occidentales (WIC), De Heren X, décident de construire un nouveau navire négrier. La construction du navire est attribuée au charpentier Jan Gerbrandse Slegt du chantier naval De Eendracht à Kattenburg (nl), île occidentale d'Amsterdam. La construction du navire dure environ huit mois. Les coûts totaux s'élèvent à 53 094 florins pour la construction du navire nu. Des frais supplémentaires sont facturés pour le doublement de la coque, qui s’imposait car le bois souffrait beaucoup des longs séjours dans les eaux tropicales.
Le nom du navire est probablement donné par Cornelis Bors van Waveren, qui commanda la construction du Leusden au nom du WIC. Bors van Waveren était seigneur de la seigneurie de Leusden dans l'Eemland, localité en l’honneur de laquelle a vraisemblablement été nommé le navire.
Au cours de ses dix-neuf années d'existence, le Leusden effectue un total de dix voyages d'Afrique de l'Ouest vers l'Amérique, dans le cadre du commerce triangulaire transatlantique. Au total, le Leusden transporte 6 564 esclaves africains, dont près d'un quart ne survivent pas à la traversée. Ces morts sont en partie dues aux conditions de vie épouvantables à bord : mauvaise nourriture et épidémies de maladies infectieuses parmi les prisonniers.

## Dernier voyage
Le Leusden arrive à Elmina dans l'actuel Ghana le 11 mai 1737, mais le nombre d’esclaves présents étant insuffisant pour compléter la cargaison, il faut six mois pour embarquer un nombre suffisant de prisonniers. Le 19 novembre 1737, le Leusden, sous le commandement du capitaine Jochem Outjes part d'Afrique pour le Suriname avec environ 700 prisonniers à bord, dont 20 meurent pendant la traversée de seulement 44 jours. Le Leusden atteint les côtes de la Guyane le 31 décembre 1737. Le temps est très mauvais à l'arrivée, de fortes averses et du brouillard font perdre de vue la terre au capitaine, ce qui le décide de manœuvrer plus près du rivage. C’est alors qu’il fait une erreur de navigation cruciale : en supposant qu'il est déjà à la rivière Suriname, il entre dans l'embouchure du fleuve Maroni, où le Leusden échoue sur un banc de sable dans l'après-midi du 1er janvier 1738.
Les prisonniers, qui viennent d'être amenés sur le pont pour manger, sont aussitôt ramenés dans la cale par l'équipage. Seize prisonniers sont autorisés à rester sur le pont supérieur, la raison pour laquelle ils n'ont pas eu à retourner dans la cale est inconnue. Le navire, victime d’une voie d’eau, commence à couler lentement. Les prisonniers essayent de sortir de la cale qui se remplit d’eau, mais l'équipage, craignant d'être débordé par les prisonniers, décide de fermer les écoutilles en les clouant. Les membres d'équipage réussissent à se mettre en sécurité. Les 664 esclaves, prisonniers de la cale, meurent tous noyés.
Le lendemain, les 73 membres d'équipage, ainsi que les 16 prisonniers qui avaient été autorisés à rester sur le pont, partent avec deux chaloupes pour Paramaribo où ils arrivent le 4 janvier. Les seize survivants y sont vendus deux semaines plus tard.
Quelques mois plus tard, le Heren X reçoit le message du naufrage du Leusden. Le sujet est mis à l'ordre du jour de la réunion de la Chambre d'Amsterdam du 20 mai 1738. Pour le Heren, le naufrage du navire et de la « cargaison » ne constituent qu'un risque commercial et un « dommage sensible pour l'entreprise », mais aucun commentaire n’est émis sur la mort des 664 victimes. Malgré cet événement dramatique, il faut attendre 1863 pour que les Pays-Bas abolissent l'esclavage.

## Hommage
En 2010, une proposition est émise d’ériger un monument en souvenir de cette catastrophe.

## Exposition
Du 27 juin 2013 au 31 août 2014, une exposition sur le dernier voyage du Leusden est présentée au Nederlands Scheepvaartmuseum d'Amsterdam. L'exposition, intitulée La Page Noire, est consacrée à la vie sur le pont et dans les cales du navire, ainsi qu’au contexte économique de la traite négrière et de l'esclavage. Une version adaptée de l'exposition est présentée à Fort Zeelandia à Paramaribo du 1er novembre 2013 au 31 janvier 2014, sous le titre de Smart van een slaveship – Scheepsramp op de Marowijne (Tristesse d’un bateau négrier - Naufrage sur le Maroni).